# Xairo Rial
Xairo Rial Soto (Ibiza, 16 de febrero de 2005) es un futbolista español que juega como centrocampista en la UD Ibiza de la Primera Federación.

## Trayectoria
Xairo se forma en la Penya Esportiva Sant Jordi y UD Ibiza. En febrero de 2023 sube a entrenar con el primer equipo, en la Segunda División de España, junto con sus compañeros Álex Sánchez Amador y Sergi Chazarra. Logra debutar con el primer equipo el 27 de mayo de 2023 al entrar como suplente en los minutos finales de un empate liguero por 1-1 frente al Málaga CF.

## Clubes
Actualizado al último partido disputado el 27 de mayo de 2023.
| Club     | País   | Año       | Partidos | Goles |
| -------- | ------ | --------- | -------- | ----- |
| UD Ibiza | España | 2023-act. | 1        | 0     |